# Меморијални природни споменик Клисура Призренске Бистрице са комплексом манастира Светих Арханђела
Меморијални природни споменик Клисура Призренске Бистрице са комплексом манастира Светих Арханђела представља један од најлепших предела у околини Призрена са извандредним природним лепотама, на Косову и Метохији. Над простором клисуре Бистрице површине од 200 ha, заштита је установњена 1976. године.
У њему су изграђени значајни културни и историјски споменици из средњег века Манастир Свети Архангели, утврђење Вишеград, Душанов мост, више испосница са испосницом Светог Николе и из новије историје прва хидроелектрана на Косову и Метохији, „Призренка“.

## Решење - акт о оснивању
Решење о утврђивању својства меморијалног природног споменика за подручје Призренске Бистрице СО Призрен - Секретеријат за друштвене службе, број 633-12. Службени лист САПК 51/76. стр. 1842.